# Campionato europeo femminile under 19 di calcio 2023
Il campionato europeo femminile under 19 di calcio 2023 è stata la 24ª edizione, comprese le prime quattro giocate da formazioni Under-18, del torneo che, organizzato con cadenza annuale dall'UEFA, è riservato alle rappresentative nazionali di calcio femminile giovanili dell'Europa le cui squadre sono formate da atlete al di sotto dei 19 anni d'età (in questa edizione nate dopo il 1º gennaio 2004).
La fase finale si è disputata in Belgio dal 18 al 30 luglio 2023, riproponendo la formula della precedente edizione che vedeva ammesse otto squadre, con la nazionale del paese organizzatore qualificata direttamente.
La Spagna ha vinto il campionato per la quinta volta nella sua storia (e per la seconda volta consecutiva), battendo in finale la Germania ai calci di rigore per 3-2, dopo lo 0-0 dei tempi supplementari.

## Qualificazioni

### Squadre qualificate
La seguente tabella riporta le otto nazionali qualificate per la fase finale del torneo:
| Nazionale   | Metodo di qualificazione         | fasi finali disputate | Ultima qualificazione | Migliore risultato nel torneo           |
| ----------- | -------------------------------- | --------------------- | --------------------- | --------------------------------------- |
| Belgio      | Ospitante                        | 5                     | 2019                  | Fase a gironi (2006, 2011, 2014, 2019)  |
| Germania    | Vincitrice Fase élite, gruppo A1 | 18                    | 2022                  | Campione (2002, 2006, 2007, 2011)       |
| Rep. Ceca   | Vincitrice Fase élite, gruppo A2 | 2                     | 2022                  | Fase a gironi (2022)                    |
| Francia     | Vincitrice Fase élite, gruppo A3 | 17                    | 2022                  | Campione (2003, 2010, 2013, 2016, 2019) |
| Spagna      | Vincitrice Fase élite, gruppo A4 | 16                    | 2022                  | Campione (2004, 2017, 2018, 2022)       |
| Islanda     | Vincitrice Fase élite, gruppo A5 | 3                     | 2009                  | Fase a gironi (2007, 2009)              |
| Austria     | Vincitrice Fase élite, gruppo A6 | 2                     | 2016                  | Fase a gironi (2016)                    |
| Paesi Bassi | Vincitrice Fase élite, gruppo A7 | 10                    | 2019                  | Campione (2014)                         |

## Fase a gironi
Si qualificano alla fase ad eliminazione diretta le prime due classificate di ciascuno dei due gruppi.
In caso di parità di punti tra due o più squadre di uno stesso gruppo, le posizioni in classifica verranno determinate prendendo in considerazione, nell'ordine, i seguenti criteri:
1. maggiore numero di punti negli scontri diretti tra le squadre interessate (classifica avulsa);
2. migliore differenza reti negli scontri diretti tra le squadre interessate (classifica avulsa);
3. maggiore numero di reti segnate negli scontri diretti tra le squadre interessate (classifica avulsa);
4. se, dopo aver applicato i criteri dall'1 al 3, ci sono squadre ancora in parità di punti, i criteri dall'1 al 3 si riapplicano alle sole squadre in questione. Se continua a persistere la parità, si procede con i criteri dal 5 al 9;
5. migliore differenza reti;
6. maggiore numero di reti segnate;
7. tiri di rigore se le due squadre sono a parità di punti al termine dell'ultima giornata;
8. classifica del fair play;
9. sorteggio.

### Gruppo A
| Pos. | Squadra     | Pt | G | V | N | P | GF | GS | DR |
| ---- | ----------- | -- | - | - | - | - | -- | -- | -- |
| 1.   | Paesi Bassi | 6  | 3 | 2 | 0 | 1 | 6  | 2  | +4 |
| 2.   | Germania    | 6  | 3 | 2 | 0 | 1 | 9  | 3  | +6 |
| 3.   | Austria     | 4  | 3 | 1 | 1 | 1 | 4  | 9  | -5 |
| 4.   | Belgio      | 1  | 2 | 0 | 1 | 2 | 3  | 8  | -5 |

| Arbitro: | Byrne |

|                                                          |           |  |
| Nachtigall 16’, 29’ Şehitler 18’, 77’ Alber 26’ Kett 49’ | Marcatori |  |

| Arbitro: | Augustyn |

|  |           |                                    |
|  | Marcatori | 30’ Huizenga 55’ Henry 86’ Tolhoek |

| Arbitro: | Klarlund |

|  |           |                    |
|  | Marcatori | 37’ Kett 52’ Alber |

| Arbitro: | Bolic |

|          |           |  |
| Mädl 70’ | Marcatori |  |

| Arbitro: | Cvetković |

|                                         |           |                                       |
| Rukavina 11’ Natter 50’ (rig.) Mädl 59’ | Marcatori | 47’ Jacobs 56’ Ampoorter 60’ Detruyer |

| Arbitro: | Schmölzer |

|                                                   |           |             |
| Veit 42’ (aut.) Keukelaar 62’ Van Gool 81’ (rig.) | Marcatori | 27’ Açıkgöz |

### Gruppo B
| Pos. | Squadra   | Pt | G | V | N | P | GF | GS | DR  |
| ---- | --------- | -- | - | - | - | - | -- | -- | --- |
| 1.   | Francia   | 9  | 3 | 3 | 0 | 0 | 6  | 1  | +5  |
| 2.   | Spagna    | 6  | 3 | 2 | 0 | 1 | 10 | 2  | +8  |
| 3.   | Islanda   | 3  | 3 | 1 | 0 | 2 | 3  | 6  | -3  |
| 4.   | Rep. Ceca | 0  | 3 | 0 | 0 | 3 | 0  | 10 | -10 |

| Arbitro: | Klarlund |

|  |           |                    |
|  | Marcatori | 26’ (aut.) Bárková |

| Arbitro: | Cvetković |

|  |           |                                          |
|  | Marcatori | 11’ González 36’ Iannuzzi 89’ C. Camacho |

| Arbitro: | Schmölzer |

|                                       |           |  |
| Kristjánsdóttir 13’ Jörundsdóttir 85’ | Marcatori |  |

| Arbitro: | Byrne |

|                            |           |  |
| Fontaine 57’ Ribadeira 79’ | Marcatori |  |

| Arbitro: | Augustyn |

|                                     |           |                  |
| Ribadeira 27’ Neller 45’ Benera 89’ | Marcatori | 33’ Sveinsdóttir |

| Arbitro: | Bolic |

|                                                                           |           |  |
| C. Camacho 4’, 38’ Martret 13’ Iannuzzi 17’ González 73’ Moral 78’, 90+2’ | Marcatori |  |

## Fase a eliminazione diretta

### Tabellone
|  | Semifinali | Semifinali  | Semifinali |          |       | Finale | Finale | Finale |  |
|  |            |             |            |          |       |        |        |        |  |
|  | A1         | Paesi Bassi | 0          |          |       |        |        |        |  |
|  | A1         | Paesi Bassi | 0          |          |       |        |        |        |  |
|  | B2         | Spagna      | 1          |          |       |        |        |        |  |
|  | B2         | Spagna      | 1          |          | B2    | Spagna | 0 (3)  |        |  |
|  |            |             |            |          | B2    | Spagna | 0 (3)  |        |  |
|  |            |             | A2         | Germania | 0 (2) |        |        |        |  |
|  | B1         | Francia     | A2         | Germania | 0 (2) | 2      |        |        |  |
|  | B1         | Francia     |            |          |       |        |        |        |  |
|  | A2         | Germania    | 3          |          |       |        |        |        |  |

### Spareggio per l'accesso al Mondiale Under-20 2024
| Arbitro: | Byrne |

|  |           |                                                                  |
|  | Marcatori | 11’, 45’ Ojukwu 23’, 45+5’ (rig.) Aistleitner 70’, 87’ Ziletkina |

### Semifinali
| Arbitro: | Augustyn |

|  |           |            |
|  | Marcatori | 12’ Bartel |

| Arbitro: | Bolic |

|                           |           |                                  |
| Ribadeira 18’, 21’ (rig.) | Marcatori | 57’ Veit 90+3’ Platner 115’ Kett |

### Finale
| Arbitro: | Klarlund |

|                                                          |                      |                               |
| Enrique Lloris Gonzez Corrales Álvarez Villafañe Serrada | Tiri di rigore 3 – 2 | Veit Diehm Hils Bartz Deutsch |

## Statistiche

### Classifica marcatrici
4 reti
- Louna Ribadeira (1 rig.)

3 reti
- Franziska Kett
- Carla Camacho

2 reti
- Valentina Mädl
- Mara Alber
- Sophie Charlotte Nachtigall
- Alara Şehitler
- Érika González
- Fiamma Iannuzzi
- Lucía Moral

1 rete
- Linda Natter (1 rig.)
- Magdalena Rukavina
- Valesca Ampoorter
- Marie Detruyer
- Lore Jacobs
- Dilara Açıkgöz
- Paulina Platner
- Jella Veit
- Júlia Bartel
- Laia Martret
- Baby Jordy Benera
- Aïrine Fontaine
- Chloé Neller
- Snædís María Jörundsdóttir
- Vigdís Kristjánsdóttir
- Bergdís Sveinsdóttir
- Rosa van Gool (1 rig.)
- Hanna Huizenga
- Ziva Henry
- Lotte Keukelaar
- Danique Tolhoek

Autoreti
- Anna Bárková (1, pro Francia)
- Jella Veit (1, pro Paesi Bassi)

## Qualificate al mondiale Under-20
- Paesi Bassi
- Germania
- Francia
- Spagna
- Austria